# Disguised Toast
Jeremy Wang (Taipé, 25 de novembro de 1991), mais conhecido como Disguised Toast, é um youtuber e streamer taiwanês. Ele começou sua carreira criando vídeos sobre o jogo eletrônico de cartas Hearthstone. Wang mais tarde começou a transmitir na Twitch, antes de assinar um contrato de streaming exclusivo com a Facebook Gaming em novembro de 2019. Wang é um membro do grupo de criadores de conteúdo OfflineTV.

## Antecedentes
Wang nasceu em Taipé, Taiwan, em 25 de novembro de 1991. Antes mesmo de ter um ano de idade, sua família se mudou para Penang, Malásia. Quando seu irmão foi cursar unviersidade, se mudaram para Kingston, Ontário, Canadá.
Wang recebeu seu diploma de 3 anos em matemática da Universidade de Waterloo. O nome de usuário de Wang é uma referência à carta de Hearthstone "SI:7 Agent". Quando jogada, um narrador diz "This guy's toast". O comediante Conan O'Brien chamou-o de "o melhor nome da história dos jogos".

## Carreira
Em 2015, Wang começou a fazer infográficos e vídeos no YouTube nos quais ele apresentava interações incomuns de cartas em Hearthstone, compartilhadas no site Reddit. Wang cobriu o rosto com uma máscara de papelão em forma de torrada até revelar seu rosto por engano em outubro de 2016.
Em março de 2017, Wang competiu no Circuito Principal ONOG da PAX East. Apesar de chegar ao top 32, ele dormiu demais na manhã seguinte e foi desclassificado. Em junho, Wang foi temporariamente banido de Hearthstone por 72 horas em resposta a um caso em que ele apresentou um exploit online. Foi anunciado em outubro que Wang havia ingressado na OfflineTV, um coletivo de criadores de conteúdo que vivem juntos em Los Angeles, Califórnia.
Em maio de 2019, Wang foi indicado para Streamer da Twitch do Ano na 11ª edição do Shorty Awards. Em julho, Wang recusou uma oferta da Blizzard na qual ele foi convidado a revelar uma nova carta da expansão Saviours of Uldum, citando seus sentimentos pessoais em Hearthstone bem como reação negativa da comunidade. Em novembro, Wang assinou um acordo exclusivo com o Facebook para passar do Twitch para o Facebook Gaming.
Em abril de 2020, Wang voltou à Twitch para hospedar uma nova série não relacionada a jogos chamada "Blind eDating". A série se concentra em namorar uma nova garota a cada semana e jogar com ela. Em setembro e outubro, Wang recebeu um influxo de mais de um milhão de assinantes e 150 milhões de visualizações de vídeos no YouTube como resultado de vários de seus vídeos baseados nas tendências do jogo Among Us. Ele jogou com vários streamers da Twitch, Youtubers e celebridades, incluindo PewDiePie, Jacksepticeye, Pokimane, Jae Park, Logic, e James Charles. No final de outubro, Wang participou de uma sessão de Among Us na Twitch com Alexandria Ocasio-Cortez e Ilhan Omar para promover a votação na eleição presidencial nos Estados Unidos em 2020.
Wang foi nomeado homenageado no Forbes 30 Under 30 de 2021, na categoria "Games".

## Prêmios e indicações
| Ano  | Cerimônia         | Categoria                 | Resultado | Ref.   |
| ---- | ----------------- | ------------------------- | --------- | ------ |
| 2019 | 11º Shorty Awards | Streamer da Twitch do Ano | Indicado  | [ 18 ] |